# 누비아
누비아(Nubia)는 이집트 남부의 나일강 유역과 수단 북부에 있는 지역이다. 누비아 지역 거의 대부분은 수단 영토이며, 1/4 정도만 이집트에 속한다. 고대에 누비아는 독립 왕국이었다.
누비아인은 누비아 어군에서 나온 최소 두 가지 방언을 썼는데, 이는 나일사하라 어족에 속한다.

## 같이 보기
- 쿠시 왕국
- 이집트 제12왕조
- 이집트 제25왕조
- 메로에
- 아이티오피아

1. ↑  Elshazly, Hesham. “Kerma and the royal cache” (영어).